# Sobór Zstąpienia Ducha Świętego w Niszu
 Sobór Zstąpienia Ducha Świętego – prawosławny sobór w Nišu, katedra eparchii niskiej Serbskiego Kościoła Prawosławnego. Jedna z największych cerkwi w Serbii.

## Historia
Inicjatorem budowy obszernego soboru w Nišu był metropolita Joannicjusz. W 1856 uzyskał on sułtański firman ze zgodą na wzniesienie nowego obiektu sakralnego i w tym samym roku powierzył kierowanie budową mistrzowi Andrijowi Damjanowowi z Wełesu. Budowa rozpoczęła się w roku następnym, a metropolita Joannicjusz osobiście wspierał inwestycję kwotą 200 tys. groszy. Miejscowi Turcy byli niezadowoleni z powodu rozmiarów budowanej cerkwi i w 1858 inicjujący jej wznoszenie metropolita został przeniesiony na inną katedrę. Ponieważ o prawo obsadzenia katedry niskiej ubiegali się w Konstantynopolu również Bułgarzy, nowy biskup, Kalinik, dotarł do miasta dopiero w 1860. Nie interesował się on budową świątyni tak bardzo, jak poprzednik, dopiero podległe mu serbskie białe duchowieństwo zdołało przekonać go do tego. 
Cerkiew została uszkodzona podczas walk o miasto w 1877. Po wycofaniu się Turków i włączeniu Nišu w granice Serbii, 13 lutego 1878 metropolita belgradzki Michał w asyście biskupów niskiego Wiktora i pirockiego Eustacjusza, w obecności księcia Milana I Obrenovicia dokonał uroczystej konsekracji świątyni. W latach 30. XX wieku Vladimir Predojević wykonał dekorację malarską we wnętrzu soboru. Ikonostas w świątyni wykonał Luj Kapelnik. W 1937 do budynku dostawiono dzwonnicę z zegarem, ufundowaną przez Polikrona Manticia.
Sobór został uszkodzony podczas bombardowania 4 kwietnia 1944 i odnowiony w roku następnym dzięki staraniom biskupa niskiego Jana z duchowieństwem i mieszkańcami miasta. Ponownie zniszczył go pożar w 2001; całkowitej destrukcji uległ wówczas ikonostas, uszkodzone zostały kopuły. Odremontowany sobór ponownie poświęcono w 2006.